# Filip Terčelj
Filip Terčelj Grivški (Grivski), poznat pod pseudonimima Čavenski i Pelikan, bio je slovenski katolički svećenik, pjesnik, književnik, urednik i prosvjetar, Sluga Božji, žrtva talijanskoga fašističkog i jugoslavenskoga komunističkog režima.
Osnovnu školu pohađao je u rodnomu mjestu, Biskupijsku klasičnu gimnaziju u Šentvidu (1905. – 1913.) te je studirao na ljubljanskoj bogosloviji. Za svećenika je zaređen 8. siječnja 1917. Mladu misu slavio je u Ljubljani. Bio je kapelanom u Škofjoj Loki (1917. – 1921.), nakon čega studira društvenu pedagogiju u Kölnu i metodiku naobrazbe u Mönchengladbachu. Tijekom studija pastoralno se skrbi za slovenske rudare u Westfaliji, u Hambornu osniva i školu.
God. 1922. vraća se u domovinu, te u Gorici utemeljuje Prosvjetni zbor (slov. Prosvetna zveza), kojemu je tajnik. 1925. u sklopu Zbora djeluju 162 društva. Za njih izdaje mjesečnik Naš čolnič (1922. – 1928.). Bio je duhovnik i katehet na bogoslovnom zavodu Alojzijevišče, član književnoga odsjeka Goriške Mohorjeve družbe (1924. – 1929.) do njezine zabrane od fašističkih vlasti. Kao član Družbe objavljuje 1927. knjigu Za domaćim ognjištem (slov. Za domačim ognjiščem), u kojemu iznosi ideju o obitelji kao temelju na koji se narod mora oslanjati za svoju vlastiti (nacionalni) i vjerski opstanak. God. 1930. izdaje knjižicu Majka uči dijete moliti (slov. Mati uči otroka moliti), u kojoj kroz kratke priče, ilustracije i pitanja objašnjava vjerske katolički nauk te donosi pripravu za primanje svetih sakramenata i molitve.
Surađuje s Jožkom Bratužem i Vinkom Vodopivcem na izdanju Mohorjeve crkvene pjesmarice te piše tekstove za skladbe, objavljene u više djela (Božje pjesme, 1929.; Dan Gospodnji, 1930.; Zdravo Marija, 1933.). Pomogao je u objavi Svetih pjesmica (Svete pesmice) 1932., s pretiscima 1940. i 1955. U „Raspravi o narodu i Crkvi” (Socijalna čitanka, 1926.) uspoređuje enciklike Lava XIII. s Komunističkim manifestom te kršćanski i materijalistički pogled na društvo. Pod pseudonimom »Grivški« objavljuje zbirku kratkih priča Ogorki (1935.) i roman Vozniki (1940.), o životu stanovnika Vipavske doline (preveden na francuski, njemački i hrvatski).
Nakon prve godišnjice strijeljanja bazovičkih žrtava, 1931. u Bridma održana je komemoracija sa slovenskim zastavama. Vlasti su uhitile desetke prisutnih. Terčelj je uhićen 30. prosinca 1931. pod optužbom za suradnju s panslavistima, iseljeničkim i iredentističkim organizacijama i spremanje atentata na Baiardia, mjesnoga dužnosnika. Tijekom ispitivanja u koperskome zatvoru bio je podvrgnut tjelesnom i psihičkom mučenju. Na Silvestrovo mu je uništen dom u Šturju. Iako su ostale optužbe odbačene kao neutemeljene, osuđen je na pet godina zatvora u Campobassu zbog »kvarenja mladeži«. U zatvoru piše pisma ispunjena čežnjom prema domu. Zalaganjem Crkve, pušten je nakon godinu dana, no nije mu dodijeljena služba, a fašističke vlasti zabranjuju mu pastoralni rad u Ajdovščini. Propovijedi mu nailaze na otpor fašističkih vlasti te se zbog opasnosti od ponovnoga uhićenja vraća u Sloveniju.
Živio je na Poljanskom nasipu, u bivšoj vojarni Sv. Petra, pretvorenoj u duševnu bolnicu, u kojoj djeluje kao duhovnik. Zapažanja o ljudima koje je susretao tamo ostala su mu u rukopisu, kao i kronika o rodnom kraju napisana u obliku kratkih priča koja nije objavljena zbog ratnih prilika. Živio je u neimaštini. Za božićne praznike 1945. godine odlazi prijatelju Francu Krašni, župniku u Soricu i Davči. Tamo su oko 21. prosinca 1945. komunisti iselili dio seljaka, tvrdeći da su im prezimena njemačkoga podrijetla (Gartner, Gaser, Šmid i dr.). Krašna je u crkvi najavio da će odmah nakon praznika ići u Ljubljanu i zauzeti se kod prijatelja za povratak iseljenih seljaka. Kad su Krašna i Terčelj, koji mu se pridružio, 7. siječnja 1946. hodali prema Železniku, na putu za Ljubljanu, presreli su ih u šumi ispod Sorice dva terenaca s članovima Komunističke partije. Odveli su ih u suprotnomu smjeru, prema Podbrdu, u Štulcovoj grapi ispod Davče, predali ih pripadnicima KNOJ-a utvrđenima na granici, koji su ih strijeljali i zakopali. S vremenom je u šumi pronađen brevijar, dokaz o grobu, premda su službene vlasti tvrdile kako su svećenici pobjegli u zonu B. Kada je 1947. iz OLO-a Kranj stigla naredba o iskopavanju svih nepoznatih leševa, Davčani, koji su cijelo vrijeme znali za grobove, premjestili su posmrtne ostatke svećenika na davčansko groblje. Na mjesnoj crkvi podignuta im je spomen-ploča.